# Michaił Lipski
Michaił Lipski (ros. Михаил Липский, ur. 5 marca 1982) – rosyjski lekkoatleta specjalizujący się w biegach płotkarskich i sprinterskich, olimpijczyk (2004).
Na arenie międzynarodowej odniósł następujące sukcesy:
| Rok  | Miejsce  | Zawody                      | Konkurencja                          | Pozycja                  | Wynik |
| ---- | -------- | --------------------------- | ------------------------------------ | ------------------------ | ----- |
| 2001 | Grosseto | mistrzostwa Europy juniorów | bieg na 400 m ppł                    | brązowy medal            | 51,00 |
| 2005 | Izmir    | letnia uniwersjada          | bieg na 400 m ppł sztafeta 4 × 400 m | 6. miejsce brązowy medal | 49,84 |

Uczestnik letnich igrzysk olimpijskich w Atenach (2004) – w biegu na 400 m ppł zajął w półfinale 6. miejsce (uzyskany czas: 49,10) i nie zdobył awansu do finału.
Dwukrotny złoty medalista mistrzostw Rosji w biegu na 400 m ppł (2005, 2006).
Rekordy życiowe:
- bieg na 400 m (stadion) – 47,66 (28 czerwca 2003, Czeboksary)
- bieg na 400 m (hala) – 47,57 (17 lutego 2004, Moskwa)
- bieg na 400 m ppł (stadion) – 48,97 (25 lipca 2004, Tuła)